# Ikoma (stad)
Ikoma (生駒市, Ikoma-shi) is een stad in de prefectuur Nara op het Japanse eiland Honshu. De stad heeft een oppervlakte van 53,16 km² en 117.339 inwoners (2007).

## Geschiedenis
Ikoma werd een stad (shi) op 1 november 1971 .

## Bezienswaardigheden
- de berg Ikoma,
- Kurondo-ike vijver,
- Kuragari-toge pas,
- Ikoma Jinja (Shintoschrijn),
- Hozan-ji (Boeddhistische tempel)

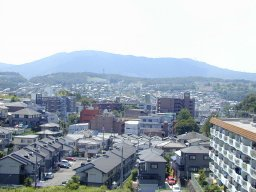
De gelijknamige berg gezien over de stad Ikoma

- Chikurin-ji (Boeddhistische tempel)
- Chokyu-ji (Boeddhistische tempel)
- Chofuku-ji (Boeddhistische tempel)
- Enpuku-ji (Boeddhistische tempel)
- Sekibutsu-ji (Boeddhistische tempel)

## Verkeer
Ikoma ligt aan de Ikoma-lijn en de Nara-lijn van Kintetsu (近畿日本鉄道株式会社, Kinki Nippon Tetsudō).
Ikoma ligt aan de volgende autowegen :
- Autoweg 163
- Autoweg 168 (richting Hirakata in de prefectuur Osaka en richting Shingū)
- Autoweg 308